# Mark Dry
Mark Dry (né le 11 octobre 1987 à Milton Keynes) est un athlète britannique (écossais), spécialiste du lancer de marteau.

## Biographie
Il remporte la médaille de bronze lors des Jeux du Commonwealth de 2014 et il porte son record, record d'Écosse, à 76,93 m en mai 2015. Ce record datait de 1983. Quatre ans plus tard, aux Jeux du Commonwealth de Gold Coast, il remporte à nouveau le bronze avec 73,12 m.

## Palmarès
| Date | Compétition          | Lieu       | Résultat | Épreuve           | Temps   |
| ---- | -------------------- | ---------- | -------- | ----------------- | ------- |
| 2014 | Jeux du Commonwealth | Glasgow    | 3e       | Lancer du marteau | 71,64 m |
| 2018 | Jeux du Commonwealth | Gold Coast | 3e       | Lancer du marteau | 73,12 m |